# Деалу Мориј (Бакау)
Деалу Мориј (рум. Dealu Morii) насеље је у Румунији у округу Бакау у општини Деалу Мориј. Oпштина се налази на надморској висини од 265 m.

## Становништво
Према подацима из 2002. године у насељу је живело 3006 становника, од којих су сви румунске националности.

### Хронологија
| Година       | 1992 | 1993 | 1994 | 1995 | 1996 | 1997 | 1998 | 1999 | 2000 | 2001 | 2002 | 2003 | 2004 | 2005 | 2006 | 2007 | 2008 | 2009 | 2010 | 2011 | 2012 | 2013 | 2014 | 2015 | 2016 | 2017 |
| ------------ | ---- | ---- | ---- | ---- | ---- | ---- | ---- | ---- | ---- | ---- | ---- | ---- | ---- | ---- | ---- | ---- | ---- | ---- | ---- | ---- | ---- | ---- | ---- | ---- | ---- | ---- |
| Становништво | 3356 | 3320 | 3284 | 3285 | 3277 | 3247 | 3196 | 3204 | 3274 | 3266 | 3239 | 3240 | 3191 | 3215 | 3192 | 3135 | 3120 | 3086 | 3044 | 2993 | 2963 | 2917 | 2887 | 2845 | 2818 | 2799 |